# ことなかれヒーロー じんじゃーまん
『ことなかれヒーロー じんじゃーまん』（ことなかれひーろー じんじゃーまん）とは2009年に制作及び公開・放送された映画・TVアニメである。全12回放送。
また同時期に放送されたドラマ『幼獣マメシバ』内でも劇中アニメとして登場した。

## あらすじ
冷蔵庫の野菜室を舞台に、自らをヒーローと名乗る生姜「じんじゃーまん」と「脇役野菜」たちの生活を描くショートアニメ。

## キャスト
じんじゃーまん（福本弘樹）
本作の主人公。ヘタレな生姜のヒーロー。ピンチになると全身からショウガ汁があふれ出る。合言葉は「ことなかれ」。
ジンジャーミニ（牧石陽奈）
じんじゃーまんをアニキと慕う。自分を生姜だと思っていたが、実はウコン。
ガーリッ君（永井孝則）
「香りよければすべて良し」がモットーな太ったニンニク。フィギュア集めが趣味。
わさびん（宮本竜也）
涙もろくいつも泣いているワサビ。
挑戦人人（上村拓未）
自称イケメン＆モテ系の朝鮮人参だが、よくいじられている。毛深いのが悩み。
黒故障（茂木愛子）
コショウ瓶から転げ落ちた黒胡椒粒。どう生きていくか悩んでいる。
高野爪（村上紘基）
心も体も弱く、いつも怪我をしている赤唐辛子。
大根（清水祐太朗）
体が大きくボス的な存在になっている。自身の色白を気にしている。
さつま芋（岡田直子）
大根とよくつるんでいる。

## スタッフ
- 監督 - 糸曽賢志
- 原案・脚本 - 吉津屋こまめ、永森裕二
- キャラクターデザイン - 高橋加菜子
- アニメーションディレクター - 山口良介、八木俊哉、海野雄輝
- 製作 - 「じんじゃーまん」製作委員会
- プロデューサー - 岡本敦行、糸曽賢志、山口良介
- 音楽 - 板垣 祐介、矢野陽平、鈴木智之
- 企画 - 野口周三

## 主題歌
- オープニング - じんじゃーまんの唄

作詞：吉津屋こまめ　作曲・編曲：野中"まさ"雄一　歌：盛岡冷麺
- エンディング - かくしあじ ぶるーす

作詞：吉津屋こまめ　作曲・編曲：野中"まさ"雄一　歌：盛岡冷麺

## 放送局
| 放送地域           | 放送局       | 放送期間        | 放送日時     | 系列       |
| ------------------ | ------------ | --------------- | ------------ | ---------- |
| 東・名・阪 ネット6 |              |                 |              |            |
| 京都府             | KBS京都      | 2009年1月5日 -  | 月曜 18:55 - | 独立UHF局  |
| 三重県             | 三重テレビ   | 2009年1月26日 - | 月曜 23:15 - | 独立UHF局  |
| 兵庫県             | サンテレビ   | 2009年1月16日 - | 金曜 18:55 - | 独立UHF局  |
| 千葉県             | チバテレビ   | 2009年1月6日 -  | 火曜 21:55 - | 独立UHF局  |
| 神奈川県           | tvk          | 2009年1月9日 -  | 金曜 00:10 - | 独立UHF局  |
| 埼玉県             | テレ玉       | 2009年1月7日 -  | 水曜 19:55 - | 独立UHF局  |
| その他放送局       |              |                 |              |            |
| 日本全国           | ひかりTV     | 2009年1月6日 -  |              | ネット配信 |
| 日本全国           | ギガミランカ | 2009年1月6日 -  |              | ネット配信 |

## 劇場版
2009年6月13日に全国9館にて公開の幼獣マメシバ内で登場。